# Манифест (сериал)
„Манифест“ (на английски: Manifest) е американски свръхестествен драматичен телевизионен сериал, създаден от Джеф Рейк, чиято премиера е на 24 септември 2018 г. по NBC.
Поредицата се фокусира върху пътниците и екипажа на търговски самолет, които внезапно се появяват отново, след като се считат за мъртви повече от пет години.
През октомври 2018 г. NBC поръчва допълнителни три епизода от поредицата, с което първият сезон достига до 16 епизода. През април 2019 г. NBC подновява поредицата за втори сезон, чиято премиера е на 6 януари 2020 г. През юни 2020 г. поредицата е подновена за трети сезон, който започва на 1 април 2021 г. През юни същата година е спрян, но заради добрите рейтинги от гледанията по Netflix, започват преговори за продължаването му и през август е подновен за четвърти последен сезон с 20 епизода. Разделен е на две части, като първата е пусната на 4 ноември 2022 г, а втората – на 2 юни 2023 г.

## „Манифест“ в България
В България сериалът започва на 12 ноември 2019 г. по Fox с разписание от вторник до петък от 22:55. На 18 май 2020 г. започва втори сезон от понеделник до четвъртък от 22:55. На 13 юли 2021 г. започва трети сезон, всеки делник от 23:50 и завършва на 29 юли. Ролите се озвучават от артистите Татяна Захова, Десислава Знаменова, Таня Димитрова, Илиян Пенев и Росен Плосков, който в трети епизод от трети сезон е заместен от Тодор Георгиев.